# Cantone di Belin-Béliet
Il Cantone di Belin-Béliet era una divisione amministrativa dell'Arrondissement di Arcachon.
A seguito della riforma approvata con decreto del 20 febbraio 2014, che ha avuto attuazione dopo le elezioni dipartimentali del 2015, è stato soppresso.

## Composizione
Comprendeva i comuni di:
- Le Barp
- Belin-Béliet
- Lugos
- Saint-Magne
- Salles